# 神奈川新町站

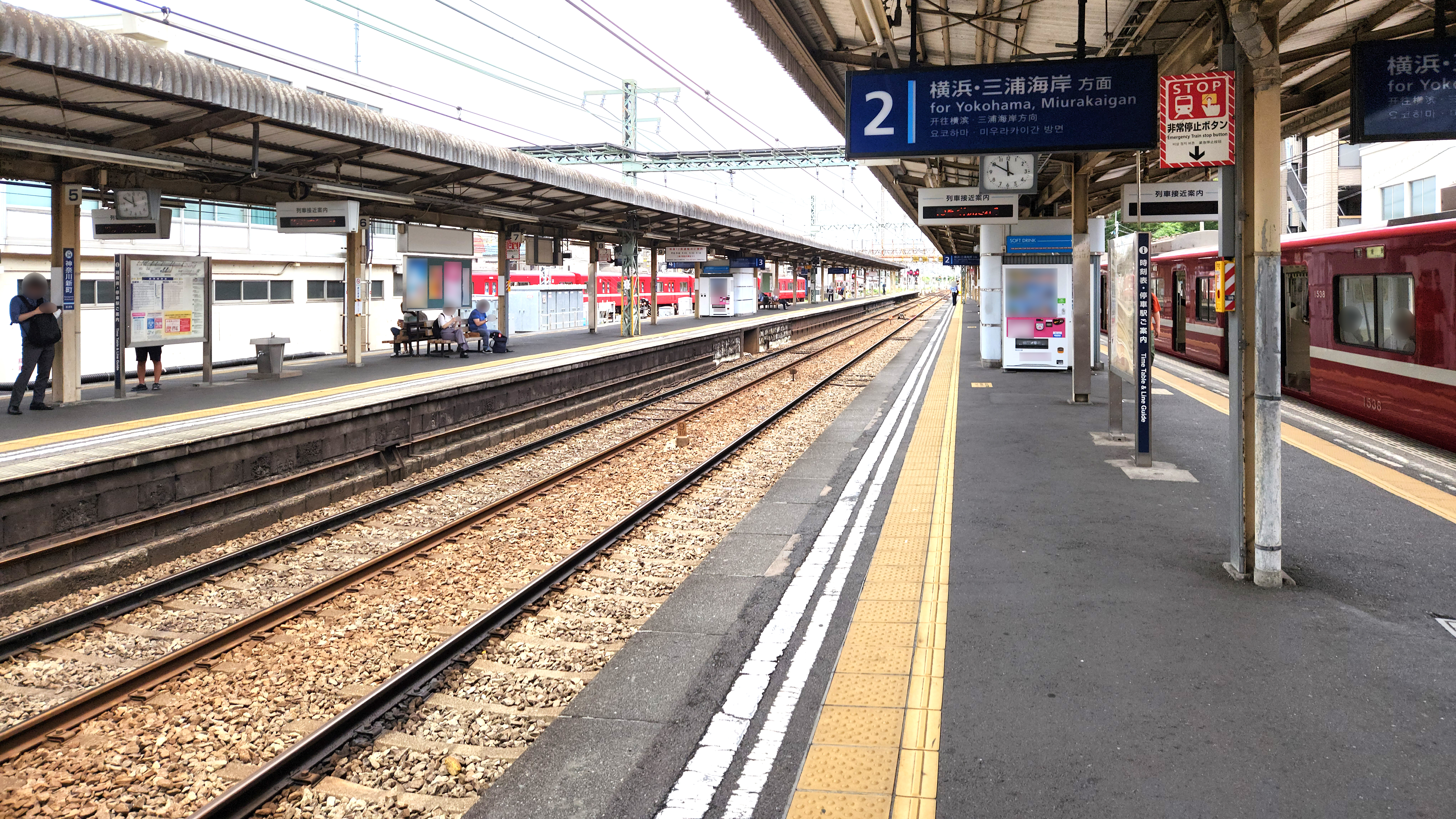
月台（2023年7月）

神奈川新町站（日语：／ Kanagawa-shimmachi eki */?）位於日本神奈川縣橫濱市神奈川區龜住町，是京濱急行電鐵本線的鐵路車站。車站編號是KK34。

## 年表
- 1915年（大正4年）8月21日 - 新町站啟用。站名來自於神奈川宿新町。
- 1927年（昭和2年）4月 - 車站改稱神奈川新町站。
- 1965年（昭和40年）2月21日 - 取代鄰站子安站成為特急停靠站。
- 1978年（昭和53年）3月6日 - 上行月台有效長度延長至12輛編組。
- 1999年（平成11年）7月31日 - 京急線改點，廢止京急蒲田站 - 新逗子站間的急行列車。
- 2010年（平成22年）5月16日 - 京急線改點。本站成為新設的機場急行停靠站。
- 2019年（令和元年）9月5日 一列開往三崎口站的快特列車，在神奈川新町站南端的平交道撞上卡車，造成列車車廂翻覆及34人受傷，卡車駕駛員死亡[1]。

## 車站結構
本站月台配置為雙島式月台，同時設置4條路軌。剪票口分為國道15號側的正面中央口與運轉車輛部運轉課育成中心內的西口兩處。月台有效長度分別為上行線的12輛、下行線的8輛。因此12輛編組運行的下行特急後部4輛以京急川崎站為終點站，京急川崎站至本站之間為回送，本站解聯後可進入新町檢車區或改為本站始發普通列車。
本站至子安站間為三線區間，4號線直通子安站4號線。因此特急或快特可進行超車。但當出現本站3號線普通列車先發與4號線發特急或機場急行後發時，兩者會以平面交會的方式，先發的普通列車轉線進入子安4號線待避，後發的特急或機場急行轉線進入本線通過子安站。
午間時段的下行普通列車在本站待避快特與機場急行。另外，部分普通電車會進行車輛交換。過去早晨尖峰時刻的部分特急會在本站待避快特。
另外，本站是京急運轉據點站，會進行許多車輛調度，因此與其他運轉據點站一樣未導入自動進站廣播。但不同於其他運轉據點站，本站有通過列車存在，列車通過時由信號所人員進行廣播確保月台安全。

### 月台配置
| 月台 | 路線 | 方向 | 目的地                           |
| ---- | ---- | ---- | -------------------------------- |
| 1、2 | 本線 | 下行 | 橫濱、上大岡、浦賀、三浦海岸方向 |
| 3、4 | 本線 | 上行 | 京急川崎、品川、新橋、淺草方向   |

列車利用本站進出新町檢車區，因此有本站始發、終停的列車存在。

## 使用情況
2016年度1日平均上下車人次為19,020人，京急線全部72個車站當中排行第35位。雖是特急停車站，但比急行停車站的京急鶴見站、京急東神奈川站、只限普通停靠的鶴見市場站、生麥站還要少。
近年1日平均上下車人次與上車人次變化如下表。
| 年度               | 1日平均 上下車人次 | 1日平均 上車人次 | 來源     |
| ------------------ | ------------------ | ---------------- | -------- |
| 1980年（昭和55年） |                    | 4,997            |          |
| 1981年（昭和56年） |                    | 5,211            |          |
| 1982年（昭和57年） |                    | 5,534            |          |
| 1983年（昭和58年） |                    | 5,533            |          |
| 1984年（昭和59年） |                    | 5,340            |          |
| 1985年（昭和60年） |                    | 5,307            |          |
| 1986年（昭和61年） |                    | 5,411            |          |
| 1987年（昭和62年） |                    | 5,314            |          |
| 1988年（昭和63年） |                    | 5,532            |          |
| 1989年（平成元年） |                    | 5,858            |          |
| 1990年（平成02年） |                    | 6,682            |          |
| 1991年（平成03年） |                    | 8,227            |          |
| 1992年（平成04年） |                    | 8,255            |          |
| 1993年（平成05年） |                    | 7,852            |          |
| 1994年（平成06年） |                    | 8,216            |          |
| 1995年（平成07年） |                    | 8,310            | [ * 1 ]  |
| 1996年（平成08年） |                    | 7,885            |          |
| 1997年（平成09年） |                    | 7,849            |          |
| 1998年（平成10年） |                    | 8,340            | [ * 2 ]  |
| 1999年（平成11年） |                    | 7,766            | [ * 3 ]  |
| 2000年（平成12年） | 15,799             | 7,721            | [ * 3 ]  |
| 2001年（平成13年） | 15,709             | 7,663            | [ * 4 ]  |
| 2002年（平成14年） | 15,502             | 7,550            | [ * 5 ]  |
| 2003年（平成15年） | 15,523             | 7,561            | [ * 6 ]  |
| 2004年（平成16年） | 16,254             | 7,931            | [ * 7 ]  |
| 2005年（平成17年） | 16,760             | 8,222            | [ * 8 ]  |
| 2006年（平成18年） | 16,922             | 8,240            | [ * 9 ]  |
| 2007年（平成19年） | 16,243             | 7,906            | [ * 10 ] |
| 2008年（平成20年） | 16,860             | 8,237            | [ * 11 ] |
| 2009年（平成21年） | 17,009             | 8,348            | [ * 12 ] |
| 2010年（平成22年） | 16,736             | 8,223            | [ * 13 ] |
| 2011年（平成23年） | 16,372             | 8,040            | [ * 14 ] |
| 2012年（平成24年） | 16,483             | 8,121            | [ * 15 ] |
| 2013年（平成25年） | 17,398             | 8,576            | [ * 16 ] |
| 2014年（平成26年） | 17,084             | 8,441            | [ * 17 ] |
| 2015年（平成27年） | 18,310             | 9,051            | [ * 18 ] |
| 2016年（平成28年） | 19,020             |                  |          |

## 車站周邊
- 新町檢車區（日语：新町検車区）、運轉車輛部運轉課培育中心 - 京急的車掌、司機都在此地進行培訓。
- Technowave 100（テクノウェイブ100）
  - Technowave 100大樓內郵局
- 神奈川白幡郵局
- NEW STAGE橫濱（ニューステージ横浜）
- NTT新町大樓
- 白百合幼兒保育園
- Autobacs Seven（日语：オートバックス）東神奈川
- 國道1號
- 國道15號
- My Basket（日语：まいばすけっと）浦島町店
- 橫濱中央看護專門學校
- shinmachi1（新町第1京急大樓）、shinmachi2（新町第2京急大樓）（皆為複合商業設施）
  - My Basket神奈川新町站前店（shinmachi1內）
  - Origin便當（日语：オリジン弁当）神奈川新町店（shinmachi1內）
  - 儂特利京急神奈川新町店（shinmachi2內）
- 神奈川郵局（日语：神奈川郵便局）

### 巴士路線
- 橫濱市營巴士「新町」巴士站 - 國道15號上，步行2分。
  - <86> 往生麥 / 往橫濱站前

- 橫濱市營巴士「浦島小學校前」巴士站 - 國道1號上，步行5分。
  - <7> 往川崎站西口 / 往橫濱站前
  - <29> 往鶴見站 / 往橫濱站前
  - <59> 往綱島站 / 往橫濱站西口 / 往大豆戶交差點（僅末班車）

## 其他
- 過去本站終停列車車輛的路線牌僅簡寫為「新町」，但現在已陸續改為「神奈川新町」。
- 中央站房與月台之間的連絡通路的改建計畫，與新車站大樓建設計畫正在進行中，但尚未動工。
- 本站所在的龜住町，其名稱是源自於浦島太郎的烏龜，周邊還有浦島町、浦島丘等相關地名。

## 相鄰車站
京濱急行電鐵
 本線
□早晨翼號、□京急翼號、■快特、■快特（金澤文庫站以南為特急）
通過
■特急
京急川崎（KK20）－神奈川新町（KK34）－橫濱（KK37）
■機場急行
京急鶴見（KK29）－神奈川新町（KK34）－京急東神奈川（KK35）
■普通
子安（KK33）－神奈川新町（KK34）－京急東神奈川（KK35）

## 外部連結
- 神奈川新町站（各站資訊） - 京濱急行電鐵